# さいだん座ガンマ星
さいだん座γ星は、さいだん座の恒星で3等星。

## 特徴
この星は、主系列星から進化したばかりであり、赤色超巨星になる途中の段階である。超新星となる可能性が高いと推測される。質量を失っており、恒星風は、750km/秒あるいはその2倍の速度に変化している。自転速度は最低でも280km/秒であり進化の過程にある超巨星としてはとても珍しく、注目されている。
伴星が2つあり、12等の伴星Cは見かけの重星である。離角18秒の10.3等の伴星Bは主星と実際に連星であり、主星から6200天文単位離れている。伴星Bはスペクトル型A7のA型主系列星で、アルタイルに似た星である。主星から見た伴星Bは満月の4分の1の明るさに見え、伴星Bから見た主星は満月の130倍の明るさで見える。